# Малоя (проход)
Проходът Малоя (на италиански Passo del Maloja, на немски Malojapass) се намира в Ретийските Алпи, на територията на Швейцария. Свързва долините Брегалия (на река Мера, приток на Ада, във водосборния басейн на По) и Енгадин (на река Ин, приток на Дунав). През него минава основен европейски вододел. Седловината достига 1815 м надмоска височина и отделя два алпийски масива - Бернина на юг и Албула на север. През прохода преминава второкласен път, който започва от Киавена в Италия и завършва при Силваплана в Швейцария. Неговата дължина е 44 км. Най-стръмната част от Казача до Зилското езеро (около 5 км) се счита за един от най-опасните и живописни пътища в Европа, като достига до 11% наклон.
Проходът се използва за транспорт от 45 г. сл. н. е., когато през него е прекаран известният римски път Виа Клаудия. През ранното средновековие е изоставен, но след ХІV в. отново има сведения, че се използва. Документи от 1648 г. съобщават за странноприемница в района. През 1828 г. е открит първият павиран път през прохода и значението му рязко нараства. Така например през 1909 са преминавали по 450 души на ден. С пускането на железопътната линия Бернина през 1910 г. основният трафик се насочва натам. Използването на Малоя за търговски нужди приключва с откриването на автомобилните тунели Сан Бернар (1967) и Сен Готард (1980). Днес през него преминават главно туристи (на път към Сент Мориц) или местни хора.